# Nicolò Stizzia
Nicolò Stizzia (1542 – 17 de fevereiro de 1596) foi um prelado católico romano que serviu como bispo de Cefalù (1594-1596).

## Biografia
Nicolò Stizzia nasceu em 1542 e foi ordenado sacerdote em 1570. No dia 23 de maio de 1594, foi nomeado bispo de Cefalù durante o papado de Clemente VIII. A 30 de maio de 1594, foi consagrado bispo por Giulio Antonio Santorio, cardeal-sacerdote de San Bartolomeo all'Isola com Flaminio Filonardi, bispo de Aquino, e Leonard Abel, bispo titular de Sidon, servindo como co-consagradores. Serviu como Bispo de Cefalù até à sua morte a 17 de fevereiro de 1596.